# Победитель (Омская область)
Победи́тель — село в Кормиловском районе Омской области России, административный центр Победительского сельского поселения.
Основано в 1920 году
Население — 1360 чел. (2010)

## География
Село расположено в лесостепи в пределах Барабинской низменности, относящейся к Западно-Сибирской равнине. В окрестностях села сохранились редкие осиново-берёзовые колки. Распространены лугово-чернозёмные солонцеватые и солончаковые почвы и солончаки луговые (гидроморфные). Высота центра населённого пункта — 115 метров над уровнем моря.
По автомобильным дорогам расстояние до районного центра посёлка Кормиловка — 34 км, до областного центра города Омск — 63 км. Ближайшая железнодорожная станция расположена в посёлке Кормиловка.
Климат умеренный континентальный (согласно классификации климатов Кёппена-Гейгера — тип Dfb). Среднегодовая температура положительная и составляет + 1,1° С, средняя температура самого холодного месяца января −17,9 °C, самого жаркого месяца июля + 19,6° С. Многолетняя норма осадков — 383 мм, наибольшее количество осадков выпадает в июле — 62 мм, наименьшее в марте — 13 мм

## История
Основано как центральная усадьба образованного в 1920 году на базе национализированного имения Шевченко совхоза № 32. В 1923 году хозяйство было передано 20-м кавалерийским курсам. За совхозом было закреплено 1523 десятины земли, в том числе пашни — 365 га, работало в нём 39 человек. В 1929 году земли совхоза № 32 заимок Путинцева, Щербакова, хуторов Мюльбауэр, Флемера и Госфонда № 15 были объединены в участок, который получил название «Победитель», и присоединены к совхозу № 31 «Ачаирский». В 1931 году участок «Победитель» был выделен в самостоятельный совхоз с тем же названием. На начало 1938 года в совхозе было 3188 голов свиней, 425 голов крупного рогатого скота.
В годы Великой Отечественной войны совхоз принял 76 детей, эвакуированных из Ленинграда. В совхозе трудились русские, белорусы, евреи, казахи, украинцы, молдаване, депортированные из Европейской части России калмыки и латыши. В 1950 годы совхоз был полностью радиофицирован и электрифицирован. На 1 января 1958 года совхоз имел 8 отделений, 10 населенных пунктов.

## Население
| 2010 |
| ---- |
| 1360 |